# EHF-Europapokal der Pokalsieger der Frauen 1986/87
Der EHF-Europapokal der Pokalsieger der Frauen 1986/87 war die 11. Auflage des Wettbewerbes. Im Endspiel siegte der sowjetische Handballverein Kuban Krasnodar gegen den DDR-Vertreter TSC Berlin.

## 1. Runde
| Mannschaft 1               | Mannschaft 2    | Spiel 1 | Spiel 2 |
| -------------------------- | --------------- | ------- | ------- |
| Union Admira Landhaus Wien | DSI Ankara      | 27:13   | ?       |
| LC Brühl St.Gallen         | HC Rumelange    | 28:5    | 27:13   |
| Mades Seguros              | Liceo de Oeiras | 24:8    | 20:13   |
| Vlug en Lenig              | Initia Hasselt  | 21:14   | 16:14   |

## Achtelfinale
| Mannschaft 1               | Mannschaft 2             | Spiel 1 | Spiel 2 |
| -------------------------- | ------------------------ | ------- | ------- |
| TSC Berlin                 | Lyngasa BK               | 29:13   | 17:18   |
| Vlug en Lenig              | AS Roma Handball         | 29:11   | 27:14   |
| LC Brühl St.Gallen         | IF Tyresö                | 12:18   | 12:24   |
| Mades Seguros              | VfL Engelskirchen        | 18:22   | 14:22   |
| Iskra Partizanske          | RK Vozdovac Belgrad      | 23:21   | 18:26   |
| Union Admira Landhaus Wien | Chimistul Rimnicu Vilcea | 14:35   | 27:31   |
| Gjerpen IF Skien           | ES Besançon              | 17:8    | 15:17   |
| MVSC Debrecen              | Kuban Krasnodar          | 23:23   | 24:29   |

## Viertelfinale
| Mannschaft 1        | Mannschaft 2             | Spiel 1 | Spiel 2 |
| ------------------- | ------------------------ | ------- | ------- |
| TSC Berlin          | Vlug en Lenig            | 23:17   | 18:17   |
| IF Tyresö           | VfL Engelskirchen        | 26:19   | 13:19   |
| RK Vozdovac Belgrad | Chimistul Rimnicu Vilcea | 32:26   | 25:33   |
| Kuban Krasnodar     | Gjerpen IF Skien         | 25:16   | 26:20   |

## Halbfinale
| Mannschaft 1    | Mannschaft 2             | Spiel 1 | Spiel 2 |
| --------------- | ------------------------ | ------- | ------- |
| Kuban Krasnodar | IF Tyresö                | 30:17   | 23:19   |
| TSC Berlin      | Chimistul Rimnicu Vilcea | 15:11   | 18:22   |

## Finale
Das Hinspiel fand in Krasnodar und das Rückspiel in Berlin statt.
| Mannschaft 1    | Mannschaft 2 | Spiel 1 | Spiel 2 |
| --------------- | ------------ | ------- | ------- |
| Kuban Krasnodar | TSC Berlin   | 21:17   | 23:23   |